# Минатоя, Хироси
Хироси Минатоя (яп. 湊谷 弘; 17 октября 1943, Фукуно — 15 июня 2016, Канадзава) — японский дзюдоист, представитель лёгкой и полусредней весовых категорий. Выступал за национальную сборную Японии по дзюдо в середине 1960-х — начале 1970-х годов, двукратный чемпион мира, дважды серебряный призёр мировых первенств, победитель и призёр чемпионатов Японии. Также был известен как тренер по дзюдо. 

## Биография
Родился в городе Фукуно префектуры Тояма. Активно заниматься дзюдо начал в возрасте пяти лет. Окончил Университет Тэнри, где обучался на факультете физической культуры, после чего в течение некоторого времени преподавал дзюдо в додзё знаменитого Антона Гесинка в Нидерландах.
Первого серьёзного успеха на международном уровне добился в сезоне 1965 года, когда вошёл в основной состав японской национальной сборной и побывал на чемпионате мира в Рио-де-Жанейро, откуда привёз награду серебряного достоинства, выигранную в лёгкой весовой категории — единственное поражение потерпел в финале от соотечественника Хирофуми Мацуды. Два года спустя на мировом первенстве в Мехико выступал уже в полусреднем весе и сумел победить всех своих соперников по турнирной сетке, завоевав тем самым золотую медаль. Ещё через два года на аналогичных соревнованиях в Солт-Лейк-Сити защитил звание чемпиона мира, вновь стал лучшим в своём весовой дивизионе. Помимо этого на чемпионате Японии этого сезона он одержал победу в лёгком весе и выступил в открытой весовой категории, где, тем не менее, попасть в число призёров не смог.
В 1970 году снова оказался лучшим на чемпионате Японии в лёгком весе, тогда как в абсолюте вновь потерпел неудачу. На чемпионате мира 1971 года в западногерманском Людвигсхафене он вновь был близок к получению чемпионского звания, но в финале уступил соотечественнику Хидэки Цудзаве и вынужден был довольствоваться серебряной наградой. В 1972 году пытался пройти отбор на летние Олимпийские игры в Мюнхене, но на отборочном чемпионате Японии в финале проиграл молодому Тоёкадзу Номуре, который в итоге поехал на Игры и стал олимпийским чемпионом. Вскоре по окончании этих соревнований принял решение завершить спортивную карьеру.
В период 1967—2009 годов Хироси Минатоя преподавал дзюдо в Канадзавском технологическом институте в городе Канадзава префектуры Исикава.